# Хорольська жіноча гімназія
Хорольська жіноча гімназія — середній навчальний заклад у Хоролі, що існував у 1876—1919 роках.

## Історія
В 1876 р. в Хоролі відкрито жіночу прогімназію. На її утримання виділялося земством 2000 крб. Прогімназія розміщалася в одному приміщенні з земською управою.
Заклад підпорядковувався безпосередньо Опікуну Київського навчального округу. Органами самоуправління виступали також Педагогічна і Опікунська ради. Перша займалася навчальною, а друга — господарською сферою діяльності.
В 1892 р. в жіночій прогімназії навчалося 92 учениці. У 1899 р. збудоване нове двоповерхове приміщення (тепер це приміщення Міжрегіонального центру професійної перепідготовки звільнених у запас військовослужбовців). На 1900 р. — прогімназія шестикласна з підготовчим класом. З 1902 р. — це вже гімназія семикласна з підготовчим класом, навчалося близько 380 учениць. Ученицям-випускникам закладу надавалося право бути народними вчителями.
На 1909 р. гімназія була восьмикласна з підготовчим класом.
Заклад припинив існування у 1920 р. На його базі утворено першу міську школу.

## Керівний і викладацький склад
Князь Андрій Федорович Орловський був опікуном і першим директором Хорольської прогімназії. Він склав навчальний план цього закладу, на власні кошти придбав деяке обладнання і літературу. Тут працювали М. В. Родзянко, К. О. Левуцька, Є. В. Капніст.
У 1887 р. начальницею прогімназії була Пелагея Нафанаілівна Кондзеровська. Головою педагогічної ради в цей час був Г. Іваницький. У 1909 р. начальниця — Ольга Володимирівна Наркевич, опікун — Олена Адольфівна Родзянко, голова педагогічної ради — Дмитро Панасович Кошлаков.
З 1914 р. керівний і вчительський штат був наступним: опікун — Олена Адольфівна Добкевич, голова педагогічної ради — статський радник Сергій Степанович Чемолосов, начальниця — Ольга Володимирівна Наркевич, законовчитель — протоієрей Василь Григорович Никифоров, викладач словесності і історії — Олександр Олександрович Савостьянов, історії і географії — Марія Андріївна Рибакова, російської мови — Анастасія Панасівна Шимкова, природознавства і географії — Віра Данилівна Жуковська, фізики — Єлизавета Іванівна Знатокова, французької мови — Лідія Федорівна Діонісьєва, Марія Володимирівна Фонзон, малювання — Степан Григорович Хандогій, учителька підготовчого класу — Ганна Валентинівна Белугіна, учителька рукоділля — Катерина Аристархівна Головченко, класні наставниці — Єлизавета Миколаївна Кутепова, Олена Володимирівна Охацька, Марія Кузьмівна Горб — Ромашкевич, Ольга Сергіївна Оболонська і Тамара Василівна Хохлова.
При гімназії діяла опікунська рада, очолювали яку з 1901 р. Олександра Олександрівна Милорадович, з 1912 р. Марія Альфредівна Капніст, з 1916 р. Микола Миколайович Смолянський.